# محمود امیری مقدم
محمود امیری مقدم (انگلیسی: Mahmood Amiry-Moghaddam؛ زادهٔ ۲۱ آوریل ۱۹۷۱) عصب‌پژوه، و فعال حقوق بشر ایرانی‌تبار اهل نروژ است.
محمود امیری-مقدم چند سال اول زندگی خود را در شهر کرمان سپری کرد. وی سال ۱۹۸۵ یعنی زمانی که ۱۴ سال داشت، به عنوان پناهنده از طریق کشور پاکستان به کشور نروژ رسید.
امیری-مقدم تحصیلات پزشکی خود را در سال ۱۹۹۶ در دانشگاه اسلو به پایان رساند و بعدتر موفق به کسب مدرک دکترا در «مرکز علوم اعصاب و زیست‌شناسی» همین دانشگاه شد. او در سال ۲۰۰۴ مدال طلای بهترین دکترای پزشکی در دانشگاه اسلو را از سوی پادشاه نروژ دریافت کرد. امیری-مقدم همچنین یکی از همکاران پیتر آگره بود که در سال ۲۰۰۳ جایزه نوبل شیمی را دریافت کرد. امیری-مقدم یک سال را نیز در سال ۲۰۰۶ برای اخذ مدرک فوق دکترا در مدرسه پزشکی هاروارد سپری کرده‌است.
امیری-مقدم جایزه «اندرس جارا» (Anders Jahre) را که یک جایزه پزشکی برای دانشمندان جوان است در سال ۲۰۰۸ دریافت کرد. او همچنین عضو «آکادمی علوم و حروف» نروژ است.
در سال ۲۰۱۳ امیری-مقدم توسط یک گروه مستقل به عنوان یکی از ۱۰ «درخشان‌ترین ذهن‌ها» در نروژ برگزیده شد. این لیست در روزنامه وی جی وردنس گانگ نروژ منتشر شده بود.
امیری-مقدم همچنین به عنوان یک مدافع حقوق بشر شناخته شده‌است و برای فعالیت‌های کم‌نظیر خود در راه مبارزه با نقض حقوق بشر در ایران، در سال ۲۰۰۷ موفق به کسب جایزه حقوق بشر سازمان عفو بین‌الملل نروژ شد.
امروز او به عنوان استاد دانشگاه پزشکی و رئیس آزمایشگاه علوم اعصاب مولکولی در دانشگاه اسلو کار می‌کند. او همچنین بنیان‌گذار سازمان حقوق بشر ایران است که مسئله نقض حقوق بشر در ایران را نظارت می‌کند و یکی از مهم‌ترین مجموعه‌های حقوق بشری در راه مبارزه با مجازات اعدام در ایران به‌شمار می‌رود. سازمان حقوق بشر ایران پشتیبانی، توانمند سازی جامعه مدنی و لغو مجازات اعدام در ایران را از اهداف اصلی خود قرار داده‌است.